# Stupnički Obrež
Stupnički Obrež je naseljeno mjesto u Republici Hrvatskoj u Zagrebačkoj županiji. 

## Zemljopis
Administrativno je u sastavu općine Stupnik. Naselje se proteže na površini od 2,45 km².

## Stanovništvo
Prema popisu stanovništva iz 2001. godine u Stupničkom Obrežu živi 246 stanovnika i to u 73 kućanstva. Gustoća naseljenosti iznosi 100,41 st./km².
| broj stanovnika | 73    | 84    | 76    | 96    | 137   | 145   | 118   | 125   | 152   | 142   | 145   | 150   | 172   | 187   | 246   | 357   | 352   |
|                 | 1857. | 1869. | 1880. | 1890. | 1900. | 1910. | 1921. | 1931. | 1948. | 1953. | 1961. | 1971. | 1981. | 1991. | 2001. | 2011. | 2021. |